# Vasili Gólosov
Vasili Ivánovich Gólosov (en ruso: Василий Иванович Голосов; Beliov, 1911 - Dolgenkoye, 16 de agosto de 1943)  fue un francotirador soviético que combatió en las filas del Ejército Rojo durante la Segunda Guerra Mundial, en el transcurso de dicho conflicto mató personalmente a unos 422 soldados y oficiales enemigos. Murió en combate durante una misión.

## Biografía
Gólosov nació en 1911 en el seno de una familia rusa de clase trabajadora en Beliov —actualmente situada en el óblast de Tula, en Rusia—. Tras cursar solo cinco grados en la escuela local, trabajó en una planta de secado antes de ser reclutado en el Ejército Rojo. Tras finalizar su servicio militar, trabajó como conserje en una escuela de Moscú antes de ser reclutado de nuevo en el ejército en junio de 1941 poco después del inicio de la invasión alemana de la Unión Soviética.
En el Ejército Rojo ayudó a impulsar el movimiento de francotiradores dentro de la 25.ª División de Fusileros de la Guardia. Gracias a su buena visión, destacó como francotirador y ascendió a teniente. Entrenó a otros 170 francotiradores y se convirtió en comandante de un pelotón de francotiradores, ya que muchos otros soldados de su regimiento (el 81.º Regimiento de Fusileros de la Guardia) también deseaban serlo. Durante la guerra, participó en intensas operaciones ofensivas, como las de Ostrogozhsk-Rósosh, Vorónezh-Kastórnoe y Járkov. El 6 de diciembre de 1942 recibió su primera condecoración, la Orden de la Estrella Roja, por abatir a 140 combatientes enemigos y ese mismo año fue aceptado como miembro del Partido Comunista.
El 16 de abril de 1943 recibió la Orden de la Bandera Roja por eliminar a 295 enemigos y el 26 de junio de 1943 fue nominado para el título de Héroe de la Unión Soviética por matar a 422 alemanes. Pero no llegó a recibir la condecoración en vida, ya que murió en combate cerca de la aldea de Dolgenkoye, en el óblast de Járkov, por un ataque de mortero el 16 de agosto de 1943. Recibió el título póstumamente el 26 de octubre de 1943.
Su cifra de 422 muertes fue publicada en muchos periódicos soviéticos importantes, incluidos Komsomólskaya Pravda y Vechernyaya Moskva.

## Condecoraciones
A lo largo de su vida recibió las siguientes condecoraciones
|  | Héroe de la Unión Soviética (26 de octubre de 1943)                    |
|  | Orden de Lenin (26 de octubre de 1943)                                 |
|  | Orden de la Bandera Roja (16 de abril de 1943)                         |
|  | Orden de la Guerra Patria de 1.er grado (6 de septiembre de 1943)      |
|  | Orden de la Estrella Roja (6 de diciembre de 1942)                     |
|  | Medalla del 20.º Aniversario del Ejército Rojo de Obreros y Campesinos |
|  | Medalla por el Servicio de Combate                                     |